# Merck Manual
Merck Manual refereert aan een serie medische en wetenschappelijke handboeken voor artsen en patiënten. De boeken worden door Merck (MSD), een groot farmaceutisch bedrijf, gemaakt en worden gratis online beschikbaar gesteld. De eerste editie verscheen in 1899.

## Edities
The Merck Manual Professional Version
Dit is wereldwijd het meest geraadpleegde medische naslagwerk. Het uitgebreide werk, waarvan de 18e editie in 2006 verscheen, behandelt alle terreinen van de interne geneeskunde in de breedste zin van het woord. Het is gericht op artsen en medisch studenten. Dit boek staat in de medische wereld simpelweg bekend als 'de Merck Manual.' Het wordt, net als alle andere Merck Manuals, gratis volledig online gepubliceerd.
The Merck Manual Consumer Version
Dit is een voor patiënten en leken aangepaste versie van de Merck Manual. De medische terminologie is versimpeld, bij elk hoofdstuk zit een voor patiënten aangepaste inleiding, en is daarmee toegankelijker dan de originele Merck Manual.
The Merck Veterinary Manual
Dit boek behandelt de diergeneeskunde en is gericht op dierenartsen.
The Merck Index
Een allesomvattende encyclopedie van chemische en andere stoffen, gericht op scheikundigen en biologen.
De volledige inhoud van de Engelstalige versies van alle handboeken is online te raadplegen op de website van Merck. Merck publiceert de boeken zonder winstoogmerk, in dienst van de wetenschappelijke gemeenschap. De boeken worden onafhankelijk van Merck ontwikkeld door comités van artsen en andere deskundigen, waardoor onafhankelijkheid gegarandeerd is. Bovendien worden, zoals in ieder medisch handboek, in de tekst enkel generieke namen voor medicijnen gebruikt en nooit merknamen.